# Travniški lisar
Travniški lisar (znanstveno ime Melanargia galathea) je dnevni metulj iz družine pisančkov.

## Opis
Travniški ali navadni lisar je eden pogostejših dnevnih metuljev, ki živijo na ozemlju Slovenije. Preko kril merijo med 40 in 50 mm. Ime je vrsta dobila po značilnih belih lisah na črni podlagi, ki oblikujejo vzorec, ki na zgornji strani kril nekoliko spominja na šahovnico. Tudi spodnja stran kril je črno belo lisasta, vendar so spodaj črne lise belo poprhnjene. Po robu zadnjih kril se vleče še niz navideznih oči s svetlo modro sredico. Samice so v primerjavi s samci spodaj bolj rumenkaste barve. Travniškega lisarja najdemo na različnih travnikih in grmovnatih krajih, kjer se metulji hranijo na socvetjih osatov, glavincev in podobnih rastlin s cvetovi rožnatih in ciklamnih barv. Pojavlja se od nižin do drevesne meje, kjer leta med junijem in septembrom. Gosenice se hranijo z listi različnih vrst trav, kamor samice metulja tudi odlagajo jajčeca. Gosenice takoj po izvalitvi preidejo v hibernacijo, hraniti pa se začnejo šele naslednjo pomlad. Gosenice so zelene barve s temno zeleno progo, ki poteka po sredini hrbta. Zabubijo se pri tleh.

## Podvrste
- Melanargia galathea galathea  Evropa, južni Ural
- Melanargia galathea donsa Fruhstorfer, 1916 Kavkaz
- Melanargia galathea lucasi (Rambur, 1858)  Severna Afrika
- Melanargia galathea satnia Fruhstorfer, 1917 (= njurdzhan Šeljužko)  Kavkaz
- Melanargia galathea tenebrosa Fruhstorfer, 19171.

## Galerija
- Ilustracija
- Na cvetu z gospico
- Lisar, posnet v pogorju Žumberak, Hrvaška.